# Sauviat-sur-Vige
Sauviat-sur-Vige es una comuna francesa situada en el departamento de Alto Vienne, en la región de Nueva Aquitania.

## Demografía
| 1128 | 1156 | 1164 | 1205 | 1129 | 1044 | 935 | 870 |
| Para los censos de 1962 a 1999 la población legal corresponde a la población sin duplicidades (Fuente: INSEE [Consultar]) |      |      |      |      |      |     |     |